# كودي رودز
كودي غاريت رونلز (بالإنجليزية: Cody Rhodes)‏ (ولد في 30 يونيو 1985) معروف أكثر باسم كودي رودز أو كودي فقط، هو مصارع أمريكي محترف وممثل. حاليا هو يصارع لأتحاد المصارعة الأمريكي، دبليو دبليو إي(wwe) وهو البطل لبطولة الاتحاد ، وهو بطل سابق لحزام آي إي دبليو تي إن تي وهي بطولة التلفاز في آي إي دبليو
كما فاز سابقا ببطولة القارات وبطولة الفرق أثناء فترة عمله في WWE
رونلز، هو أبن المصارع الأسطوري وعضو قاعة مشاهير دبليو دبليو أي داستي رودز والأخ غير الشقيق لمصارع آي إي دبليو غولدست، وسبق له أن صارع لهم تحت أسمه في الحلبة كودي رودز ولاحقا ستاردست. بعد أن قضى فترة في مصارعة الهواة أصبح بها بطل ولاية جورجيا لمرتان، كودي أتبع خطئ والده وأخيه ودخل عالم مصارعة المحترفين ودخل دبليو دبليو إي. وبعد أن أصبح بطل تاج ثلاثي (بطل عالم وبطل فرق وبطل ثانوي) في أوهايو فالي ريسلنغ، الأتحاد التطويري التابع لدبليو دبليو إي، تم تصعيده للعروض الرئيسية، حيث أصبح بطل مرتان لبطولة القارات. مصارع فرق زوجية متخصص، رودز فاز ستة مرات ببطولات الفرق الزوجية (ثلاث مرات بطل العالم للفرق الزوجية، وثلاث مرات بطل الأتحاد للفرق الزوجية) مع أربع شركاء مختلفين. مع غولدست، هو أيضا فاز بجائزة سلامي للفرق الزوجية عام 2013 . رونلز خرج من دبليو دبليو إي بعد أن طلب تسريحه في مايو 2016.
بعد خروجه من دبليو دبليو إي، رونلز بدا يصارع في الأتحادات المستقلة ولقى نجاح في العديد من الأتحادات. في غضون عام واحد فقط، هو صارع في المهرجان الأكبر والأهم لدبليو دبليو إي راسلمينيا وصارع في العرض الأهم في برو رسلينق قوريلا (PWG) دورة معركة لوس أنجلوس وعرض رينغ أوف هونر (آر أو إتش ROH) الأكبر والأهم عرض فاينل باتل والعرض الأكبر والأهم في نيو جابان رسلكينقدوم، وكذلك صنع ظهوره الأول في العرض الأكبر لأتحاد توتال نون ستوب أكشن ريسلنغ عرض باوند فور جلوري ولكنه لم ينافس. رونلز أيضا صارع لأتحاد واتكلتشر برو رسلينق (WCPW)، حيث حمل بطولة الأنترنت هناك وهو أيضا أكثر شخص حمل البطولة، وأتحاد نورث أيست رسلينق، حيث هو حاليا بطلهم للوزن الثقيل، وأتحاد ألفا-1 رسلينق حيث حاليا هو بطلهم للفرق الزوجية مع أيثان بايج، وأيضا أتحاد غلوبال فورس رسلينق، حيث كان هناك بطل NEX*GEN لمرة واحدة وهو البطل السابق لبطولة آي إي دبليو تي إن تي

## النشأة
رونلز ولد في ماريتا، جورجيا (ولاية أمريكية) وحظى بمسيرة ناجحة في المصارعة في الثانوية بمدرسة ليستر الثانوية. كان في المركز السادس بوزن ال171 باوند (78) كطالب. كجونيور، هو فاز بدورة ولاية جورجيا بوزن ال189 (86 كغ) في 2003 وأيضا أصبح البطل مرة أخرى في السنة التالية. كان يخطط أن يصارع على مستوى الجامعات بجامعة ولاية بنسلفانيا، ولكنه قرر أن يصبح مصارع محترف كوالده وأخيه. خلال وقته في الثانوية، رونلز كان حكم في أتحاد والده ترنبكل شامبيونشيب رسلينق. بعد أن تخرج من الثانوية، رونلز دخل مدرسة للتمثيل.

## مسيرته في مصارعة المحترفين

### دبليو دبليو إي

#### أوهايو فالي ريسلنغ(2006–2007)

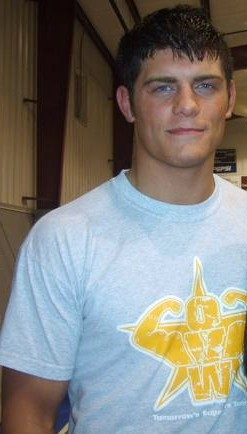
رودز في 2007 عندما كان في أوهايو فالي ريسلنغ.

مستخدما أسمه الحقيقي، رونلز بدا يصارع أوهايو فالي ريسلنغ (OVW) في يونيو 2006. رونلز شكل فريق زوجي مع شون سبيرز في منتصف أغسطس 2006 وسرعان ما دخلوا في عداوة مع ذا أنتشبيلز على بطولة الفرق الزوجية. أولا أنتصروا بطولة OVW للفرق الزوجية من ذا أنتشوبيلز في 18 أكتوبر. في نوفمبر 2006، رونلز وسبيرز أنتصروا على ذا أنتشبيلز في مباراة فرق ليكسبوا خدمات شيري، مديرة أعمال ذا أنتشبيلز. شيري رافقت سبيرز ورونلز للحلبة وسرعان ما وقع سبيرز بحبها التي بدت بالتدخل بمبارايتهم. في 29 نوفمبر أصبحت بطولة OVW للفرق الزوجية شاغرة بعد مباراة أنتهت بتعادل بين ذا أنتشبيلز ورونلز وسبيرز. في الأسبوع التالي في مباراة أعادة بين الفريقين على بطولة الفرق الزوجية الشاغرة. خلال المباراة، شيري أنقلبت على سبيرز ورونلز، وأنضمت مرة أخرى لفريق ذا أنتشبيلز ومساعدهم للفوز ببطولة الفرق الزوجية. بعدها بأسبوعين، في 20 يسمبر، رونليز ورسبيرز أنتصروا على ديوس أن دومينز في مباراة قتال شوارع ليربحوا البطولة للمرة الثانية، بعدها بفترة قصيرة، رونلز وسبيرز أصبحوا أعداء لبعض بعد أن غار سبيرز من نجاح مسيرة رونلز كمصارع فردي. المشاكل بدات حين أنتزع رونلز بطولة OVW للوزن الثقيل من بول بورشل في عرض محلي تاريخ 17 فبراير 2007 ولكنه خسره لبروشل في اليوم التالي. سبيرز فاز ببطولة OVW للتلفاز بالمقابل. في 11 أبريل، الأثنان خسروا بطولة الفرق الزوجية لصالح جستن لاروشي وشالرز أيفانز. رونلز أنتصر على عدوه الحالي في 6 يوليو وأصبح بطل التلفاز. مع ذلك، بعدها بأسبوع بالتمام خسر بطولة OVW للتلفاز لصالح سبيرز.

#### التعاون معهاردكور هولي(2007–2008)

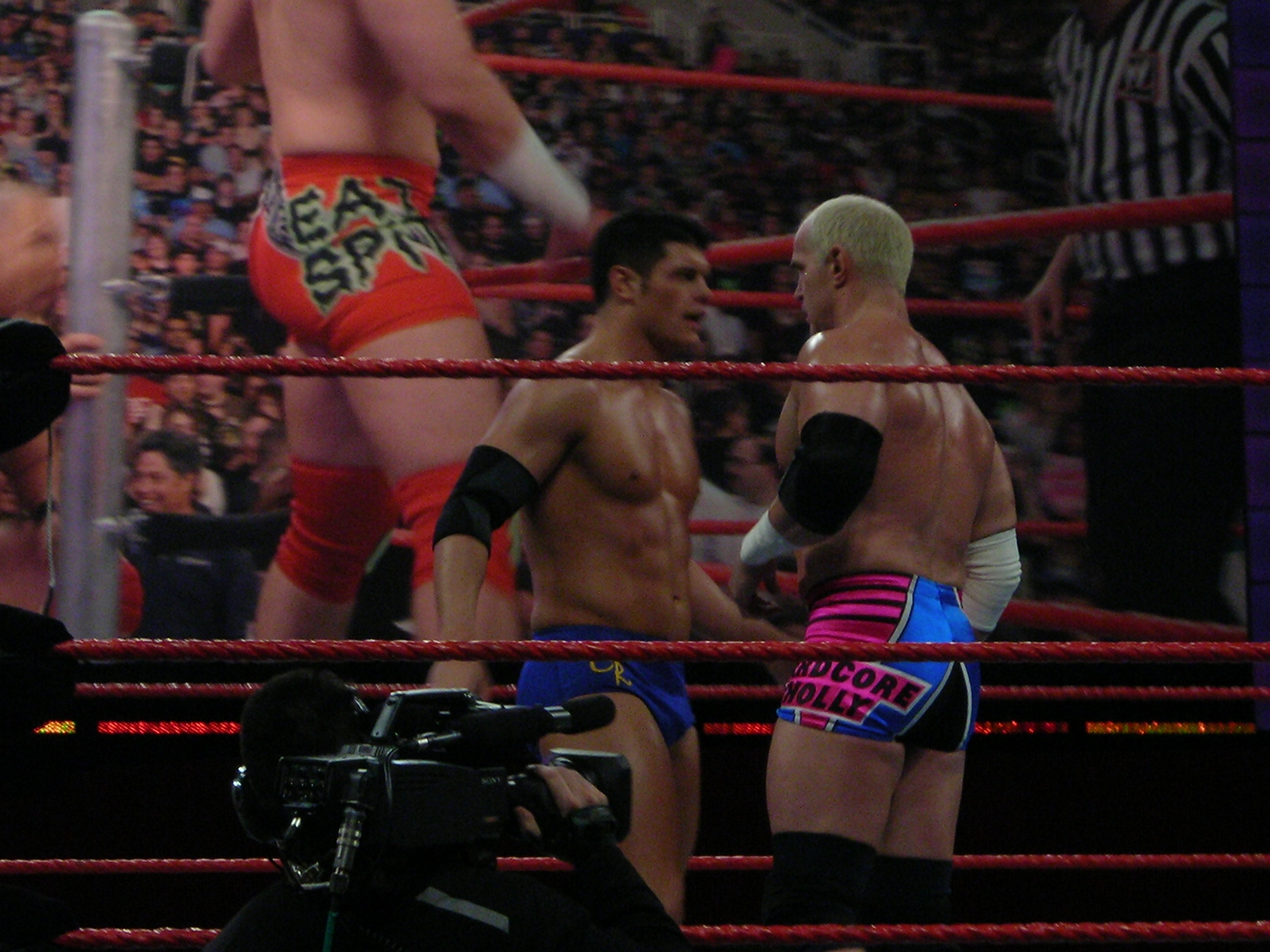
رودز مع هاردكور هولي.

في 2 يوليو 2007 بعرض راو، رونلز ظهر لأول مرة على التلفاز معهم، مستخدما أسم «كودي رودز» في فقرة كانت خلف الكواليس مع والده داستي رودز وراندي أورتن، حين قدم أورتن نفسه لرودز وقام بصفع دستي كعلامة على عدم أحترامه له. في 9 يوليو، رودز قام بصفع أورتن، وفي الأسبوع التالي، رودز نافس أورتن في أول مباراة له في دبليو دبليو إي، ولكنه خسر. رودز ظهر في عرض ذا جريت أميركان باش ليمنع أورتن من هجومه على والده. في الليلة التالية بعرض راو، رودز تحدى أورتن في مباراة أعادة من الأسبوع الماضي، ولكنه خسر مرة أخرى. أورتن تبع ذلك بركلة على الرأس نفذها على داستي رودز، كما فعل من قبل لشون مايكلز وروب فان دام من قبل. رودز بعدها دخل في عداوة مع دايفاري، بعد أن قام بتثبيته في 30 يوليو 2007 بعرض راو، ليحتفظ بوظيفته. في منتصف العداوة، هو أيضا دخل في عداوة مع أعظم فريق زوجي في العالم، مثبتا العضوين الأثنين تشارلي هاس وشيلتون بنجامين في مباريات فردية. الأثنان أستمروا بالعداوة، حين أنتصروا رودز وباول لندن وبراين كيندريك على أعظم فريق زوجي في العالم ودايفاري في مباراة فرق سداسية. في الأسبوع التالي، رودز تعاون مع ميكي جيمس وأنتصروا على دايفاري وجيليان هول، منهيا عداوتهم. بعدها بثلاث أسابيع، بدات عداوة بينه وبين هاردكور هولي وخسر ثلاث مرات متتالية له. رودز حظى بأحترام هولي بعد مبارياتهم وقام الأثنان بتكوين فريق زوجي. حصلوا على فرصة على بطولة العالم للفرق الزوجية حين أنتصروا على بول لندن وبراين كيندريك وذا هايلاندرز في مباراة خاصة عرضت على موقع الأتحاد. نافسوا ضد أبطال العالم للفرق الزوجية لانس كايد وتريفور موردوش بعرض سرفايفر سيريس، وتلك كانت أول فرصة على بطولة في الشاشة لرودز وأيضا أول مباراة له في المهرجانات الشهرية، ولكن لم تكن ناجحة. في 19 نوفمبر بعرض راو، رودز نافس هولي للمرة الرابعة وأنتصر عليه لأول مرة، مع ذلك هوجموا من قبل راندي أورتن بعدها. في عرض أحتفالية راو ال15 التي عرضت في 10 ديسمبر 2007، رودز وهولي أنتصروا على لانس كيد وتريفور موردوش وبذلك أصبحوا أبطال العالم للفرق الزوجية، وتلك كانت أول بطولة لرودز في دبليو دبليو إي. في الأسبوع التالي، رودز وهولي حافضوا على البطولة، في أول دفاع على البطولة لهم ضد كايد وموردوش. هم أيضا دافعوا على البطولة ضد فريق سانتينو ماريلا وكارليتو وبول لندن وبراين كيندريك. في مايو 2008، تيد ديبياسي الابن بدا يعادي الأثنان، مهددا أياهم بأخذ الأحزمة منهم في أول مباراة له بعرض راو. في مهرجان نايت أوف شامبيون في 29 يونيو، رودز خان هولي وأعلن نفسه كشريك لتيد ديبياسي الابن ليساعد ديبياسي بالفوز بالبطولة، وبذلك أصبح بالشخصية المكروهة لأول مرة في حياته وأيضا بطل العالم للفرق الزوجية للمرة الثانية.

#### ذاليغاسي(2008–2010)

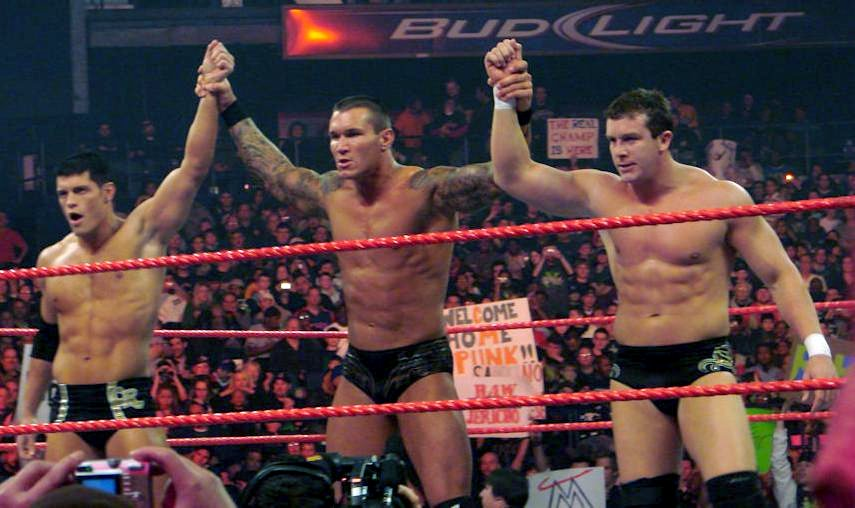
ليغاسي في 2009 (من اليمين إلى اليسار) تيد ديبياسي الابن وراندي أورتن ورودز.

بعد حمل البطولة لمدة شهر، خسروا البطولة لصالح جون سينا وباتيستا في 4 أغسطس 2008 راو. في الأسبوع التالي، ديبياسي ورودز أستعادوا البطولة. رودز وديبياسي ورودز انضم لهم مانو، أبن المصارع افا، في سبتمبر، مشكلين فرقة جديدة من مصارعين من اجيال متعددة. في 27 أكتوبر 2008 بعرض راو، رودز وديبياسي خسروا بطولة العالم للفرق الزوجية مرة أخرى، ولكن هذه المرة لصالح كوفي كينغستون وسي إم بنك. في 3 نوفمبر 2008 بعرض راو، رودز وديبياسي ومانو دخلوا في عداوة مع راندي أورتن حيث قام اورتن بالاستمرار بأنتقادهم وأهانتهم ومهاجمة ديبياسي. في سرفايفر سيريس، رودز مع أورتن، كان ناجي لفريق أورتن في مباراة الاقصاء السنوية. رودز ومانو قبلوا عرض اورتن لتشكيل تحالف في الأسابيع التالية والثلاثي أطلقوا على نفسهم ليغاسي، دخلوا في مباراة ثلاثة ضد أثنين ضد باتيستا وتربل إتش. أورتن بدا بعمل أختبارات لأعضاء ليغاسي، لكي يتمكنوا من أثبات نفسهم أستمرت لأكثر من أسبوعين، وكل من مانو وسيم سنوكا تم طردهم.
في 12 يناير 2009 بعرض راو، سنوكا ومانو أعطوا رودز الفرصة لينضم لهم في مهاجمتهم لأورتن، مع العائد ديبياسي ولكن رودز رفض. في مهاجمتهم لأورتن، ديبياسي أنضم لأورتن ورودز ليهاجموا سنوكا ومانو وأصبح عضو في ليغاسي. كجزء من ليغاسي رودز دخل مباراة الرويل رامبل ليساعدوا أورتن في الفوز وأستمر لنهاية قبل أن يتم أقصائة من قبل تربل إتش. رودز وديبياسي شاركوا في عداوة أورتن ضد عائلة مكمان، مساعدينه في مهاجمته لشين مكمان وستيفاني مكمان وزوج ستيفاني مكمان الحقيقي تربل إتش. رودز ترقى إلى مستوى الحدث الرئيسي كنتيجة لانضمامه لليغاسي، مشاركا في مباريات غير متكافئة ومباريات فرق سداسية ضد خصوم وأعداء أورتن. في 26 أبريل بعرض باكلاش، رودز وديبياسي وأورتن أنتصروا على تربل إتش وباتيستا وشين مكمان في مباريات فرق سداسية، وكنتيجة للشرطية التي وضعت قبل المباراة، أنتصر أورتن ببطولة الأتحاد. رودز عانى من أصابة في الرقبة في يونيو، ولكنه لم يحتاج لوقت راحة. طوال منتصف 2009، رودز وديبياسي أستمروا في منافسة والهجوم على أعداء أورتن خصوصا تربل إتش. مما أدى تربل إتش ليعيد الفريق الأسطوري دي-جينرايشن إكس مع شون مايكلز، ودي أكس أنتصروا على رودز وديبياسي في سمر سلام. رودز وديبياسي أنتصروا على دي أكس في المهرجان التالي بريكينج بوينت في مباراة أستسلام في أي مكان، ولكنهم هزموا في مباراة قفص الجحيم بمهرجان هيل أن ذا سيل في أكتوبر، حين ثبت رودز بعد ضربة بالمطرقة على رأسه. بعد المباراة حمل رودز على النقالة لخارج القاعة.

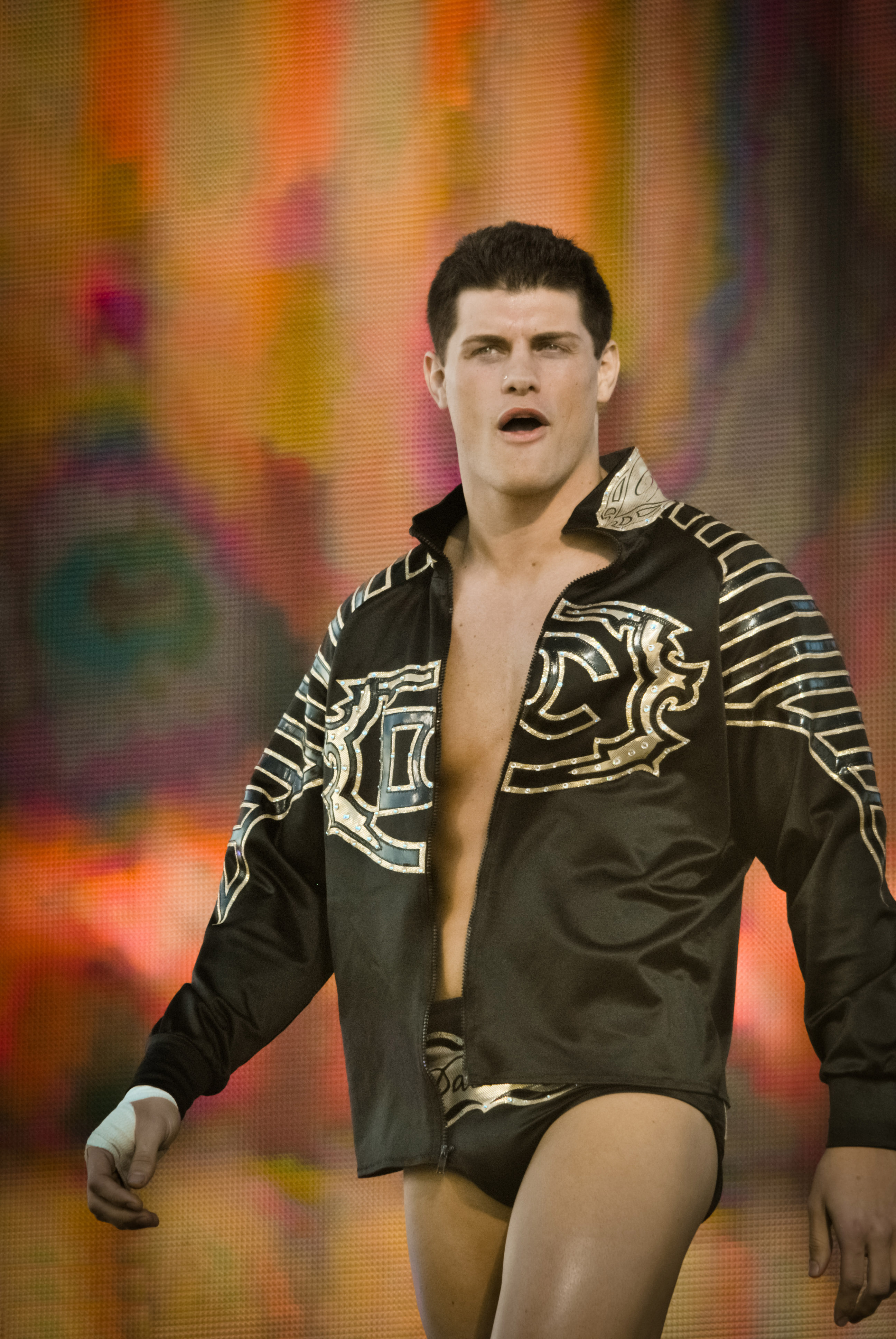
"داشنق" كودي رودز في 2010.

التوتر في ليغاسي أصبح واضحا في مباراة الرويال رمبل (2010) ، حين قام رودز بالتدخل في مباراة أورتن على بطولة الأتحاد ولكن الحكم كشفه مما ادى إلى خسارة أورتن بالاقصاء الذي هاجم رودز وديبياسي الذي حاول مساعدة رودز بعد المباراة. في 15 فبراير بعرض راو، أورتن نافس شيمس في مباراة ليست على البطولة ولكنه أقصى مرة أخرى بعد تدخل رودز وديبياسي. خلال مباراة غرفة الاقصاء على بطولة الأتحاد رودز تدخل وأعطى أنبوب حديدي لديبياسي الذي ضرب أورتن به واقصائه من المباراة. في الليلة التالية بعرض راو، أورتن هاجم رودز وديبياسي خلال مباراة فرق سداسية وهاجموا أورتن في الاسبوع التالي. مما ادى إلى أقامة مباراة ثلاثية بينهم في راسلمينيا 26 ، الذي أنتصر بها أورتن على رودز وديبياسي.

#### «داشنق» كودي رودز (2010–2011)
كجزء من أنتقالات دبليو دبليو إي في 2010، رودز نقل إلى عرض سماكداون. ظهر لأول مرة في 30 أبريل بسماكداون منتصرا على جون موريسون. في الأسبوع التالي بسماكداون، رودز شارك في دورة على بطولة القارات ولكنه خسر لكريستيان في النصف النهائي. رودز أصبح مرشد لهاسكي هاريس، مصارع من الجيل الثالث، شارك في الموسم الثاني من إن إكس تي.
في 25 يونيو بعرض سماكداون، رودز دخل بشخصية نرجسية جديدة، مدعيا أنه الأفضل مظهرا في دبليو مطالبا بمناداته ب«داشنق» كودي رودز. كجزء من شخصيته بدأت تعرض فيديوهات لرودز يعظي نصائح للتبرج. وكان مبالغ جدا بحماية وجهة خلال المباريات، إذا تعرض لضربة على وجهة فهو يذهب وينظر للمراة. في سبتمبر، هاجم كريستيان مع درو ماكنتاير بعد المباراة، الأثنان هاجموا مات هاردي معلنين على تحالف جديد بينهم. في نايت أوف تشامبيون في سبتمبر، رودز ودرو ماكنتاير أنتزعوا بطولة الأتحاد للفرق الزوجية في مباراة فرق أقصاء، كان مشارك بها فريق ذا هارت ديناستي وذا أوسو وسانتينو ماريلا وفلاديمير كوزلوف وإيفان بورن ومارك هنري. بعرض براجينج رايتس (2010) ، رودز ودرو ماكنتاير خسروا البطولة لصالح فريق نيكسيس (جون سينا وديفد أوتونغا). في 29 أكتوبر سماكداون، بعد خسارتهم لمباراة فرق، رودز ودرو ماكنتاير أنهوا شراكتهم.

#### بطل القارات(2011–2012)
في 21 يناير 2011، رودز نافس ري ميستيريو في مباراة وخلالها ضرب ري رودز بوجهه بركبته وكسر أنف رودز، مما أدى إلى توقف كودي عن الأطلاق على نفسه داشنق وأنه يتطلب لعمل عملية جراحية لوجهه. رودز غاب عن التلفاز لعدة أسابيع . غائبا عن عرض رويال رمبل 2011 وعرض المنيشن شيمبر. وعند عوته، أصبح يرتدي قناع واقي على وجهه وهاجم ري ميستيريو ونزع قناعه في 25 فبراير بعرض سماكداون. رودز بدا يستخدم قناعه كسلاح في المباريات. رودز وري تنافسوا في راسلمينيا 27 في 3 أبريل، التي أنتصر بها رودز. الأثنان أيضا تنافسوا في مباراة تثبيت في أي مكان بعرض اكستريم رولز في مايو التي أنتصر بها ري ميستيريو.

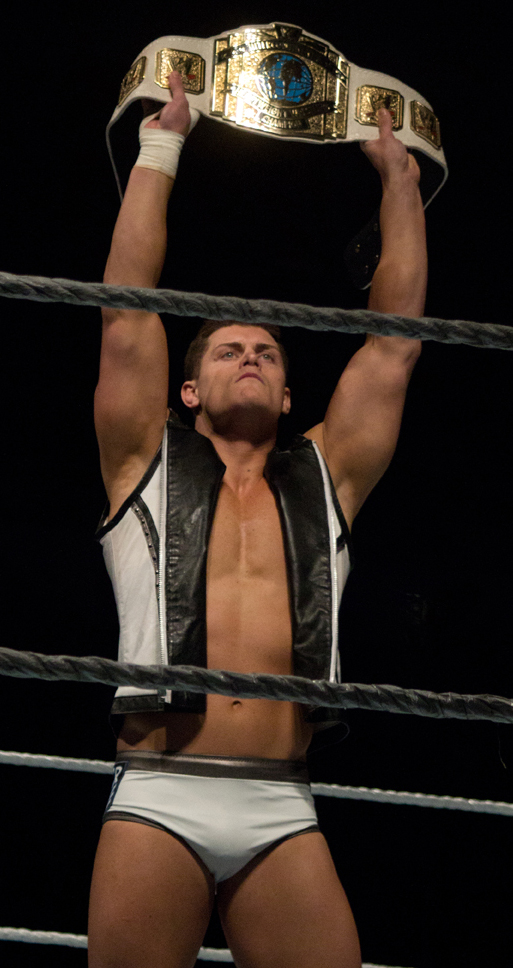
رودز كبطل القارات في يناير 2012.

في وقت لاحق بعرض سماكداون بعد راسلمينيا 27 ، رودز، مع مساعدينه، أصبحوا يعطوا أكياس ورقية للحضور خلال بروموهاته. رودز يأمر الحضور بوضع الأكياس على وجهم ليغطوا على قبحهم ونواقصهم لانهم يسيئوا أليه. رودز أيضا بدا بوضع الأكياس الورقية على وجوه خصومه بعد مبارياته معه. رودز أعاد تشكيل فريقه مع تيد ديبياسي الابن في 20 مايو والأثنان بداو عداوة مع سين كارا ودانيال برايان. في عرض ماني إن ذا بانك رودز شارك في مباراة حقيبة ماني إن ذا بانك ولكن لم ينجح بالفوز وأنتصر دانيال برايان بالمباراة.
في تسجلات 9 أغسطس لعرض سماكداون يوم 12 أغسطس، رودز أنتصر على ايزكيل جاكسون ليصبح بذلك بطل القارات، أول بطولة فردية له في الشركة. دافع عن البطولة لأول مرة في الأسبوع التالي من عرض سماكداون، بمباراة أعادة للبطل السابق ايزكيل جاكسون وأنتصر رودز بها. في تلك الليلة، حصلت مشادة كلامية بين رودز وديبياسي مع أورتن. في الأسبوع التالي، رودز هاجم ديبياسي بعد أن خسر الأخير في مباراة فردية أمام أورتن، منهيا تحالفهم ونتيجة لذلك حصلت بينهم مباراة على بطولة القارات بعرض نايت أوف شامبيون، التي أنتصر بها رودز. في الوقت نفسه، رودز بدا عداوة مع أورتن مع أنتصار أورتن على رودز في 9 سبتمبر بعرض سماكداون. ولكن رودز أنتصر على أورتن في 12 سبتمبر بعرض سماكداون بمساعدة مارك هنري. في 23 سبتمبر بعرض سماكداون، رودز أنتصر على أورتن بالأقصاء حين قام أورتن بخلع وضرب رودز بقناعه. بعد المباراة، أورتن هاجم رودز بالجرس وبذلك جرح رودز وسبب له نزيف. تم تعديل اللقطات في بعض القنوات التي تبث. في الأسبوع التالي بعرض سماكداون، رودز قال أنه أحتاج لتسع غرز ليغلق الجرح. في الوقت نفسه عداوته مع أورتن، رودز نجح في الحفاظ على بطولة القارات في مباراة باتل رويال ل10 مصارعين ومباراة فردية أمام شيمس.
في عرض هيل ان ذا سيل أقيم في 2 أكتوبر، رودز قام بتغير شكل بطولة القارات، التي تضمن حزام أبيض وصفائح (لوحات) ذهبية مماثل لشكل البطولة في الثمانينيات 1980s ، قبل أن ينجح في الأنتصار على جون موريسون. وخلال أكتوبر، رودز أستمر في عداوته مع أورتن مكلفا أياه بطولة العالم للوزن الثقيل ومهاجما أياه. بعرض فينجينس، رودز خسر لصالح أورتن في مباراة ليست على البطولة. في 4 نوفمبر بعرض سماكداون، أورتن أنتصر على رودز في مباراة قتال شوارع منهيا بذلك العداوة التي بينهم وأيضا قام بكسر قناع رودز. في 14 نوفمبر بعرض راو، رودز ظهر بدون قناع وقال أن أورتن أطلاق سراحه مشيرا إلى نهاية شخصيته بالقناع. رودز كان فرد من فريق باريت بمباراة الفرق التقليدية التي تقام في سرفايفر سيريس، التي نجى هو ووايد باريت وأنتصروا في المباراة التي كانت ضد فريق يقوده أورتن.
رودز بعدها دخل في عداوة مع مذيع سماكداون بوكر تي، مهاجما اياه في عدة مناسبات وناجحا في الحفاظ على بطولة القارات ضده في تي إل سي وفي 6 يناير 2012 بعرض سماكداون. في مباراة رويال رمبل 2012 ، رودز أستمر لمدة 40 دقيقة وأكثر شخص قام بأقصاء مصارعين بعدد ستة مصارعين قبل أن يتم أقصائه من قبل ذا بيغ شو. بعرض ألمنيشن شيمبر رودز ثبت وأقصى بيغ شو في مباراة غرفة الأقصاء الخاصة ببطولة العالم للوزن الثقيل قبل أن يتم أقصائه من قبل سانتينو ماريلا. رودز في الأسابيع التالية قام بعرض اللقطات المحرجة لبيغ شو في عروض الراسلمينيا السابقة، وأيضا تكليف شو مبارياته. في عرض راسلمينيا 28 ، رودز خسر بطولة القارات لبيغ شو، منهيا فترة حمله التي دامت لقرابة ثمانية شهور بعدد 236 يوم.
بعد خسارته في الراسلمينيا 28 ، رودز أستمر في الخسائر بسبب تشتيت شو له خلال مبارياته. بعد أربع أسابيع من خسارته اللقب. رودز أستعاده بعرض إكستريم رولز في مباريات طاولات. في 7 مايو بعرض راو سوبرشو، رودز حافظ على اللقب في مباراة أعادة أمام شو بالعد الخارجي. بعدها بأسبوعان بعرض أوفر ذا ليمت، رودز خسر بطولة القارات لصالح العائد كريستيان. بعرض نو واي أوت (2012) ، فشل في أستعادة بطولة القارات من كريستيان في مباراة أعادة. في 29 يونيو بعرض سماكداون، رودز وديفد أوتونغا خسروا لصالح كريستيان وبطل الولايات المتحدة سانتينو ماريلا في مباراة تأهيلية لمباراة حقيبة ماني إن ذا بانك على بطولة العالم للوزن الثقيل، بسبب تثبيتهم لديفد أوتونغا. بعدها رودز قال أنه لم يخسر في المباراة وأنه يطالب بفرصة أخرى. بعدها بأربع أيام في عرض سوبر سماكداون لايف، مجلس الأدارة أعطى رودز فرصة وأنتصر على كريستيان ليستحق مكان في المباراة. ولكن بعرض ماني إن ذا بانك، لم ينجح في الأنتصار في المباراة حيث أنتصر بها دولف زيغلر. في أغسطس، كودي رودز أعاد بدا عداوته مع سين كارا حيث كان مولع بسين كارا الغير مقنع، الذي زعم أنه قبيح. ولكن، سين كارا انتصر على رودز مرتين في مباريات فردية ومباريات فرق. في 16 سبتمبر بعرض نايت أوف شامبيون، رودز فشل في الأستحواذ على بطولة القارات من ذا ميز في مباراة رباعية كان مشاركا بها أيضا ري ميستيريو وسين كارا.

#### فريق رودس سكلرز (2012-2013)
رودز بعدها تعاون مع داميان سانداو مهاجمين ابطال الأتحاد للفرق الزوجية فريق هيل نو (دانيال برايان وكين) في 24 سبتمبر بعرض راو متعدهين انهم سيصبحون الابطال القادمين. الأثنان أصبحوا يعرفون بأسم رودس سكلرز، دخلوا في دورة للفرق الزوجية وأنتصروا على فريق الأوسوز ليتاهلوا. في 8 أكتوبر بعرض راو فريق رودس سكلرز انتصروا على سانتينو ماريلا وزاك رايدر ليتأهلوا لنهائي الدورة. في النهائي، فريق رودس سكلرز أنتصروا على ري ميستيريو وسين كارا في 22 أكتوبر بعرض راو لينتصروا بالدورة ويصبحوا المنافسين الأوائل على بطولة الأتحاد للفرق الزوجية. فريق رودس سكلرز حصلوا على فرصتهم ضد فريق هيل نو بعرض هيل أن سيل، حيث أنتصروا بالأقصاء وبذلك حافظوا فريق هيل نو على البطولة. رودس سكلرز حصلوا على فرصة ثانية على بطولة الفرق الزوجية في 14 نوفمبر بعرض ماين أيفينت ولكنهم خسروا امام فريق هيل نو. خلال المباراة، رودس عانى من ارتجاج واصابة في الكتف، مما أدى إلى أزالته من مباراة الفرق السنوية خمسة ضد خمسة التي تقام في سرفايفر سيريس.

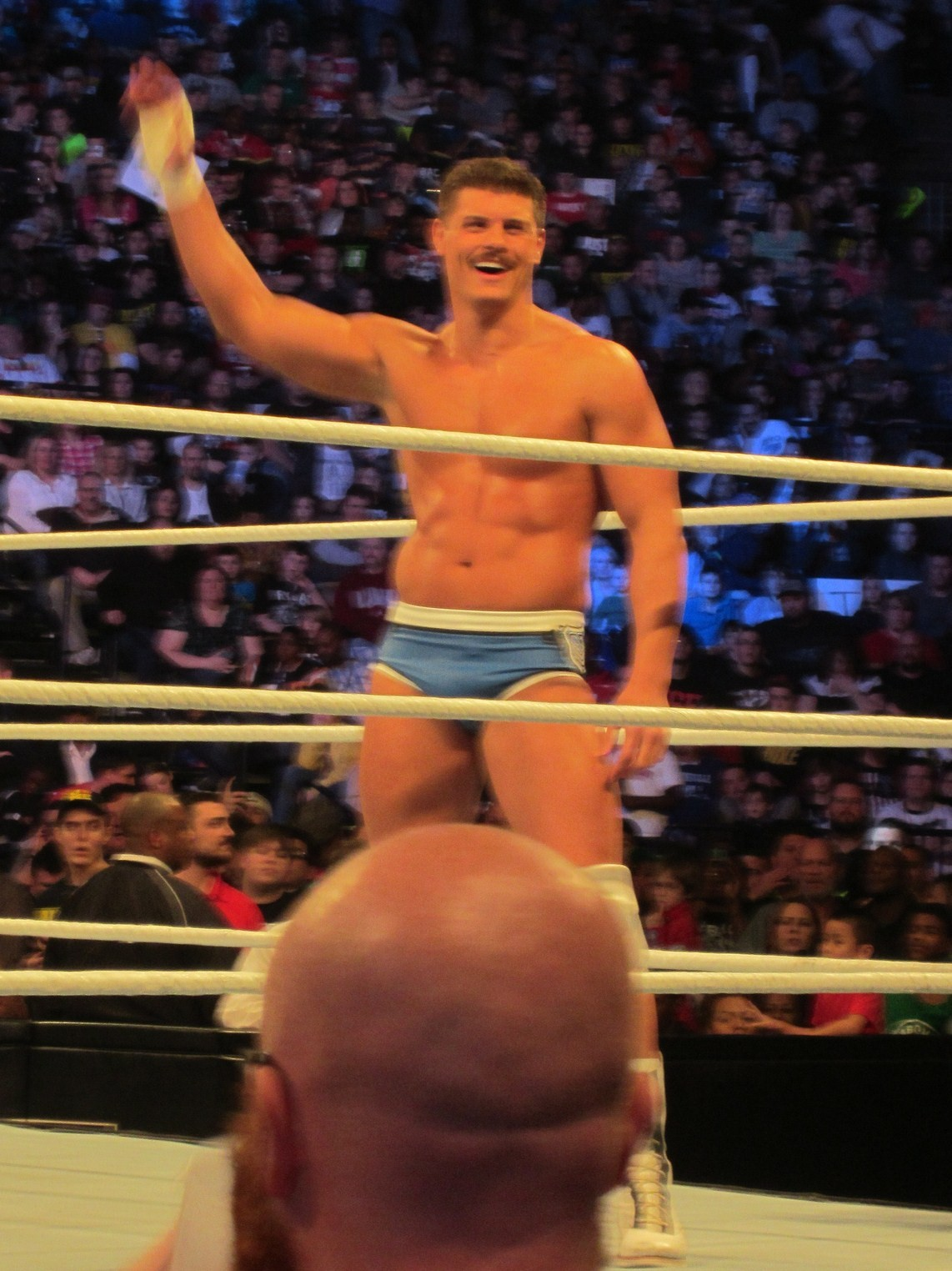
رودز بالشارب بعد عودته من الأصابة.

رودز عاد الأصابة في 10 ديسمبر بعرض راو، بشكل جديد بشارب، حين أنتصر هو وداميان سانداو على بريمو وإبيكو وبرايم تايم بلايرز (دارين يونغ وتايتوس أونيل) والأوسوز في مباراة أقصاء رباعية لمنافسة ري ميستيريو وسين كارا في مباراة تحديد المنافسين الأوائل في مباراة طاولات بعرض تي إل سي. بعدها بستة أيام بالمهرجان، فريق رودس سكلرز أنتصروا على ري ميستيريو وسين كارا ليصبحوا المنافسين الأوئل على بطولة الأتحاد للفرق الزوجية. فريق رودس سكلرز حصلوا على فرصتهم بعرض ماين أيفينت ولكن تمت هزيمتهم من قبل فريق هيل نو . في 7 يناير 2013 بعرض راو، فريق رودس سكلرز أنتصروا على فريق هيل نو في مباراة ليست على البطولة ليحصلوا على فرصة أخرى على البطولة. مباراة الأعادة حدثت في 27 يناير بعرض رويال رمبل 2013 ، حيث فريق رودس سكلرز مرة أخرى فشلوا في الفوز بالبطولة، لاحقا في تلك الليلة، رودس شارك في مباراة الرمبل وأستمر لسبعة وعشرين دقيقة (رابع أطول واحد) مقصيا أربع مصارعين من ضمنهم أخيه غير الشقيق غولدست قبل أن يتم أقصائه من قبل الفائز في المباراة جون سينا. في عرض سماكداون التالي، رودس وسانداو قرروا انهاء فريق رودس سكلرز ولكن يستمرون ك «أفضل أصدقاء». ولكن، هم عادوا مع بعض خلال العرض التمهيدي لمهرجان المنيشن شيمبر في 17 فبراير، ولكن تمت هزيمتهم من قبل فريق برودس كلاي وتينساي. رودس وسانداو بعدها ضموا لهم ذا بيلا توينز الذين بدوا عداوتهم مع تونز أوف فنك (برودس كلاي وتينساي) وذا فونكداكتلز (كاميرون ونايومي). الفريقان كان من المقرر لهم ان ينافسوا بعض في مباراة فرق ثمانية مختلطة في 7 أبريل بمهرجان راسلمينيا 29، ولكن المباراة تم ألغائها وتمت أقامتها في الليلة التالية بعرض راو، حين أنتصر تونز أوف فنك وذا فنكداكتلز. في 19 مايو، خلال العرض التمهيدي لمهرجان إكستريم رولز، حيث أنتصر رودز على ذا ميز في مباراة فردية.
في 14 يوليو بعرض ماني إن ذا بانك، رودز شارك في مباراة الحقيبة على بطولة العالم للوزن الثقيل، ولكن لم ينجح وأنتصر في المباراة زميله داميان سانداو حين أنقلب داميان سانداو على رودز ورماه من السلم حين كان رودز على وشك الفوز بالمباراة. في الليلة التالية بعرض راو، رودز هاجم داميان سانداو وأنهوا فريق رودس سكلرز وبذلك تحول رودس للشخصية المحبوبة لأول مرة منذ 2008. في 26 يوليو سماكداون، رودز سرق الحقيبة من سانداو ورماها في خليج المكسيك، سانداو لم يتمكن من أخذها لانه لا يعرف يسبح. في 5 أغسطس بعرض راو، رودز أعطى الحقيبة لسانداو ولكنه أحتفظ بالعقد. رودز أستمر بعداوته مع سانداو في عرض سماكداون بنفس الأسبوع مانعا أياه من صرف الحقيبة على ألبرتو دل ريو. في 18 أغسطس بعرض سمر سلام، الآن لم يعد بشارب، رودز انتصر على سانداو في مباراة فردية وفعل ذلك أيضا في الليلة التالية بعرض راو. في الأسبوع التالي بعرض راو، رودز تعاون من ذا ميز وأنتصروا على سانداو وفاندانغو لينهي العداوة.

#### الإخوان (2013-2015)

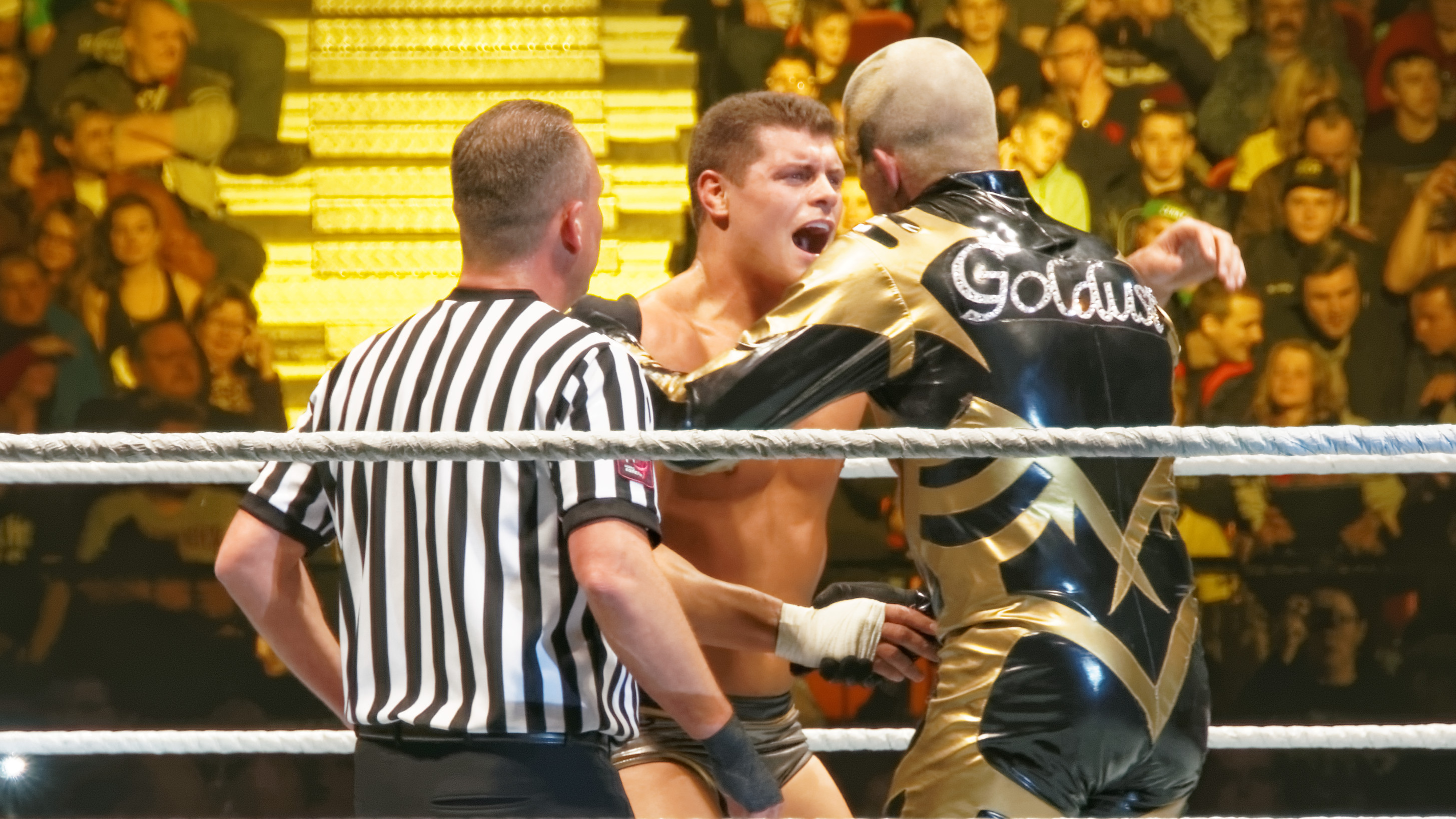
في 2013 ، غولدست عاد ليساعد أخيه غير الشقيق كودي.

في 2 سبتمبر بعرض راو، كعقاب لانه تحدث على مدير العمليات تربل اتش، رودز أجبر على وضع مهنته على المحك حين نافس بطل WWE راندي أورتن في مباراة ليست على البطولة (أيضا كان معلن أن زواج رودز قريب) رودز خسر وتم طرده. السيناريو هذا وضع ليعطي رونلز أجازة من أجل زواجه وشهر عسله من براندي ريد، معروفه أكثر بأسم أيدن (أو براندي رودز). وأيضا من أجل عودة أخيه غير الشقيق دستن رونلز، معروف أكثر بأسم غولدست. وخلال الأسابيع التاليه ، أخيه غولدست أيضا خسر لصالح أورتن على خطى كودي ، وأبيه داستي رودز تم أفقاد وعيه من قبل بيغ شو في محاولة معه لأستعاد مهنة أبنائه. في المقابل ، الأخوة رودز المنتقمون أقتحموا راو وهاجموا فريق الدرع.
في 6 أكتوبر بعرض بيتالجراوند، رودز وغولدست أستعادوا وظائفهم حين انتصروا على أبطال الفرق الزوجية رومان رينز وسيث رولينز في مباراة ليست على البطولة. الأخوة رودز بعدها أنتصروا على رينز ورولينز بمساعدة من بيغ شو في مباراة بلا قوانين أقيمت في 14 أكتوبر بعرض راو ليستحذوا على بطولة الفرق الزوجية. في 27 أكتوبر بعرض هيل ان ذا سيل، الأخوة رودز دافعوا عن بطولة الفرق الزوجية بنجاح لأول مرة حين فازوا بمباراة ثلاثية على البطولة أمام ذا أوسو ورينز ورولينز. في 13 أكتوبر بعرض سماكداون، تم الأعلان ان كودي رودز وغولدست سيدافعوا عن بطولة الفرق الزوجية أمام ذا ريل أميركانز (جاك سواغر وسيزارو) وريبأكسل (رايباك وكورتيس اكسل) وبيغ شو وري ميستيريو في مباراة فرق زوجية رباعية بعرض تي إل سي. بعرض رويال رمبل، رودز وغولدست خسروا بطولة الفرق الزوجية لصالح فريق ذا نيو أيج أوتلاوز. هو وأخيه غولدست دخلوا مباراة رويال رمبل . غولدست بالغلط أقصى كودي قبل أن يقصيه رومان رينز. غولدست ورودز نافسوا الأوتلاز في مباراة أعادة بعرض راو بعد رويال رمبل، وأنتهت بدون فائز بسبب تدخل بروك ليسنر ومهاجمته أياهم. مباراة الأعادة تم الأعلان انها ستكون في 3 فبراير بعرض راو في قفص حديدي. رودز تم تثبيته بعد قفزة من أعلى القفص على رود دوغ، الذي لم يكن الرجل القانوني في الحلبة ، معطيا بيلي غن الفرصة لينفذ حركته فايم-اسس-أر ويربح المباراة لصالح فريقهم.
وأستمرت الخسائر إلى أن أصبحت سلسلة من الخسائر. بعد الخسارة لكورتيس اكسل ورايباك، كودي قال لغولدست ليجد شريك أفضل منه وترك أخيه وحيدا . بعد بايباك 2014 ، رودز حاول أيجاد شريك جديد لأخيه ، مستعينا بسين كارا وأر تروث وكوفي كينغستون ليحلوا محله في الفريق، وخسروا لصالح كورتيس اكسل ورايباك.

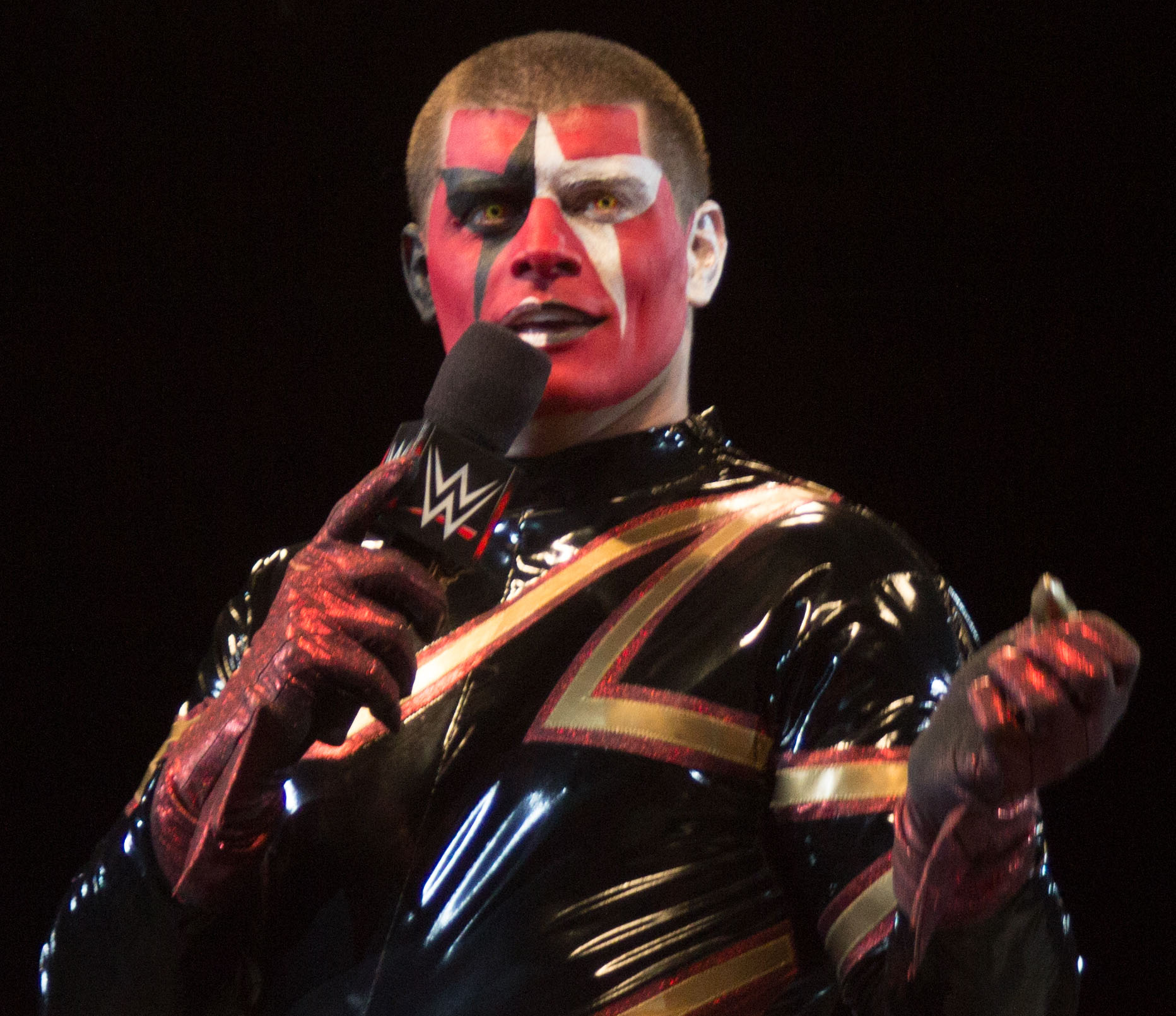
ستاردست في يناير 2015.

في 16 يونيو بعرض راو، رودز دخل بشخصية جديدة تحت أسم ستاردست (أسم تم أستخدامه من قبل والده حين كان يصارع في جمعية المصارعة الأمريكية)، مع طلاء وجهه وبدلة مشابهة لي التي يلبسها أخيه غولدست. تعاون مع أخيه لينتصروا على ريبأكسل في تلك الليلة وأيضا في ماني إن ذا بانك (2014) وراو. في 18 أغسطس ، ستاردست وغولدست أنتصروا على أبطال الفرق الزوجية ذا أوسو في مباراة ليست على البطولة. مما أدى إلى مباراة أعادة في عرض راو تاريخ 25 أغسطس ، حين أنتصروا مرة أخرى على الأوسوز بالعد الخارجي ، ولكن لم يربحوا بالبطولة. بعد المباراة ، ستاردست وغولدست تحولوا للشخصية الشريرة وهاجموا الأوسوز. في الأسبوع التالي ، غولد وستاردست برروا موقفهم وقالوا أن المعجبين كانوا مانعينهم ومهاجمتهم للالأوسوز أقتربوا بها بخطوة من «مفتاح مجرات الكون». في عرض نايت أوف شامبيون، ستاردست وغولدست أنتصروا الأوسوز وأصبحوا أبطال الفرق الزوجية للمرة الثانية كفريق. بعرض جحيم في زنزانة (2014) ، دافعوا بنجاح عن البطولة أمام الأوسوز. خسروا بطولة الفرق الزوجية لصالح دامين ميزداو وذا ميز في مباراة فرق زوجية رباعية شارك بها أيضا الأوسوز ولوس ماتادورس في العرض الشهري التالي سرفايفر سيريس، وأيضا خسروا في مباراة الأعادة في الليلة التالية بعرض راو.
في بداية فبراير 2015، غولدست وستاردست خسروا لصالح ذا أسنشين ومرة أخرى حصل توتر بين ستاردست وغولدست. بعد المباراة ، غولدست نادى ستاردست ب«كودي» وستاردست رد بقوله لغولدست لا تقول لي هذا الأسم مرة أخرى. في 16 فبراير بعرض راو، ستارست نفذ حركة كروس رودس على غولدست في مباراة فرق وبذلك أنهى الفريق . وبعدها قال لوالده أن كودي رودز مات وكذلك دستي أيضا. مما أدى إلى حصول مباراة بين غولدست وستاردست بعرض فاست لين 2015 ، التي أنتصر بها غولدست بالرفع. بعد ذلك ، ستاردست هاجم غولدست خلف الكواليس ، صارخا بوجه والده أنه هو قد قتل كودي رودز. العداوة بين ستاردست وغولدست أنتهت حين هاجم ستاردست غولدست بعد فوز غولدست في مباراة أمام آدم روز حين تنكر كأحد مرافقين روز. العداوة بعد ما أنتهت ستاردست شارك في مباراة السلالم على بطولة القارات في راسلمينيا 31 ، مشاركا ضد البطل ، باد نيوز باريت وأر تروث ودين أمبروز ولوك هاربر ودولف زيغلر، والفائز في المباراة دانيال برايان.

#### القصة النهائية (2015-2016)

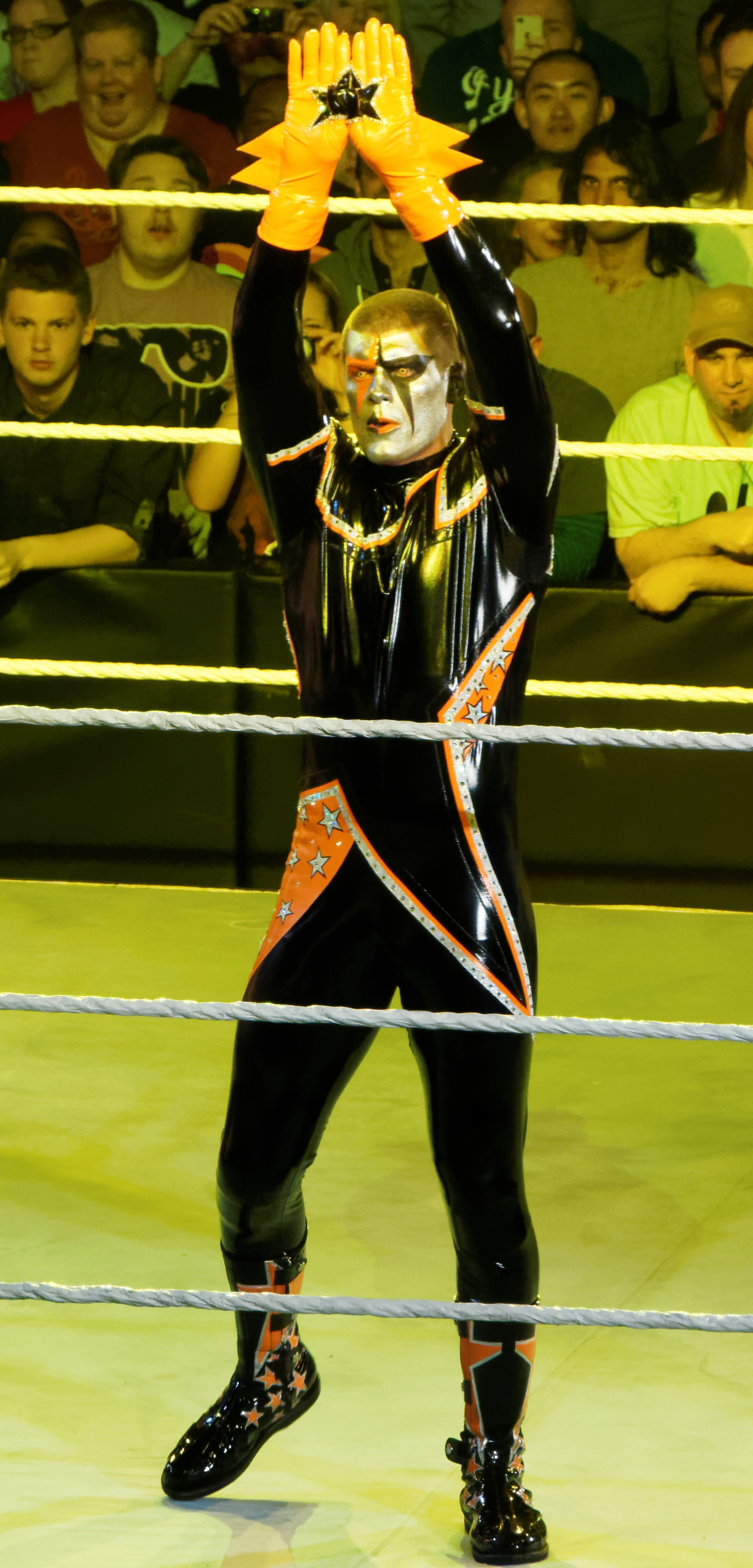
رودز كستاردست في مارس 2015.

في 6 أبريل بعرض راو، ستاردست قبل تحدي جون سينا المفتوح الذي كان على بطولة الولايات المتحدة، ولكنه فشل في الفوز باللقب. ستاردست خسر لصالح أر-تروث في كينغ أوف ذا رينغ 2015 وفي العرض التمهيدي لبايباك.
شخصية ستاردست أصبحت كشخصية شرير خارق في كتب الرسوم المتحركة، مما أدى إلى دخوله في عداوة مع الممثل ستيفن أميل. بعد مواجهتة لأميل في 25 مايو بعرض راو، ستاردست قام بتغير أسم حركته الخاصة إلى ذا كوين أرو على أوليفر كوين، شخصية أميل في السهم (مسلسل). وبعد أخذه لمهلة قصيرة بعد موت والده ، ستاردست عاد في 13 يوليو بعرض راو، منتصرا على نيفل، بادئ عداوة جديدة معه. ستاردست بعدها دخل في سلسلة أنتصارات منتصرا على أمثال آر تروث وزاك رايدر وفاندانغو. هاجم نيفل بعد مباراته مع كينج باريت وأيضا هاجم النجم الضيف ستيفن أميل مما أدى إلى هجوم أميل على ستاردست. بعرض سمرسلام (2015) ، ستاردست وكينج باريت خسروا في مباراة فرق كانت أمام نيفل وأميل.
في 3 سبتمبر بعرض سماكداون، ذا أسنشين تعاونوا مع ستاردست وهاجموا نيفل قبل مباراتهم ، مشكلين عصابة جديدة تحت أسم «ذا كوزميك ويستلاند». بعرض ليلة الأبطال ، أنتصروا على نيفل وذا لوتشا دراغونز في مباراة فرق سداسية في العرض التمهيدي. بعد ذلك ، خسروا في كل مباراة شاركوا بها. وخلال عرض توزيع جوائز سلامي 2015، ستاردست سرق جائزة ستيفن أميل لجائزة لقطة نجم هذه السنة. بعدها عانى من خسائر في عداوته مع تايتوس أونيل، الذي حاول أقناع ستاردست ليعود ويصبح كودي رودز.
في 15 فبراير بعرض راو، ستاردست شارك في مباراة خماسية على بطولة القارات، ولكنه لم يفز في المباراة. في راسلمينيا 32 ، ستاردست شارك في مباراة سباعية من نوع سلالم على بطولة القارات، الذي أنتصر بها زاك رايدر. بعد الراسلمينيا 32 ، ستاردست خسر أربع مرات لصالح ابولو كروز على التلفاز، بعدها خسارة لصالح زاك رايدر في 20 مايو بعرض سوبرستارز.
في 21 مايو ، رونلز أعلن على تويتر أنه طلب فسخ عقده مع الأتحاد. الذي تم منحه اياه في اليوم الذي يليه. رونلز قال أن الأحباط الذي واجهه مع فريق الأبداع في الأتحاد وموقعه في الأتحاد هم الأسباب لطلبه فسخ عقده معهم، مشيرا أنه طلب من الكتاب لينهوا شخصية ستادرست لمدة تزيد عن 6 شهور وأقترح عدة أفكار وسيناريوهات ولكن تم أهمالها.
كتب صحفي المصارعة الشهير ديف ميلتزر من نشرة رسلينق أوبزيرفر ، عن رحيل كودي من الأتحاد أن كودي بعد فترته مع فريق ليغاسي أنه تم أستعماله كمصارع درجة ثانية وأقل في فترات ولكن بختلاف الأدوار ، وأضاف أيضا أن مسيرته ضاعت وأنه لم يستخدم جيدا. كتب جيمس كالدويل من برو رسلينق تورش (شعلة المصارعة الحرة) أن رونلز كان متخبط بشخصية ستاردست على مدى أخر سنة ومعظم ظهوره يكون في سوبرستارز وماين أيفينت. جيسون باول من برو رسلينق دوت نوت علق أن رونلز أختياره للرحيل كان مستغرب خصوصا أن كودي وعائلته عملوا لصالح الأتحاد لفترة طويلة. وفي الوقت نفسه ، ديف شيريرر من برو رسلينق أنسيادر كتب «أنا لا أستطيع لومه ، ولا حتى قليلا حتى. الأتحاد لم يعطه فرصة حقيقة وهذا أمر محزن بالنسبة لي».

### المنظمات المستقلة (2016–إلى الآن)
بعد خروجه من دبليو دبليو إي، رونلز أستمر يصارع تحت أسم كودي رودز في الأتحادات المستقلة ، ولكنه لا يملك حقوق الظهور على التلفاز بذلك الأسم في 3 يونيو ، تم الأعلان أن أول مباراة لكودي خارج دبليو دبليو إي سوف تكون في أتحاد أيفولف في جوبا ، ماريلند في 19 أغسطس ، حيث سيواجه زاك سيبر جونيور في عرض أيفولف 66. وتم الأعلان بعد ذلك ان كودي وقع على الظهور لعدة مرات لصالح الشركة. في 19 أغسطس ، رودز أنتصر على سيبر بالأستسلام. بعد المباراة ، رودز طالب بخروج شخص أخر من خريجي دبليو دبليو إي وهو درو غالااوي. في اليوم التالي ، خسر لصالح كريس هيرو.
خلال أغسطس ، رودز صارع لمنظمة نورث أيست للمصارعة ، في مباريات أقيمت من 25 أغسطس حتى 28 أغسطس. في 25 أغسطس ، أنتصر على براين أنثوني في مباراة كان الحكم الخاص بها المصارع الأسطوري ريكي ستيمبوت أقيمت في بومونا، نيويورك. في 26 أغسطس ، رودز أنتصر على مايك بينيت في بيتسفيلد، ماساتشوستس (المباراة أعلن عنها في 3 يونيو وكل من زوجاتهم كان بجوار الحلبة). في 27 أغسطس ، أنتصر على كيرت أنغل في ووابينغرز، نيويورك. في 28 أغسطس ، رودز ظهر بعرض نورث أيست رسلينق المقام في بيثاني ، كونيتيكت، حيث خسر لصالح سامي كاليهان.
في 6 يونيو ، منظمة برو رسلينق قوريلا (بي دبليو جي PWG) أعلنت عن مشاركة رودز في دورتهم السنوية معركة لوس أنجلوس. في 3 سبتمبر ، رودز دخل تحت أسم كودي أر ، أنتصر على سامي كاليهان في مباراة الجولة الأولى في الدورة. في اليوم التالي ، رودز تم أقصائه من الدورة في ربع النهائي في الفائز بالدورة مارتي سكرل. في 28 سبتمبر كودي ظهر لأول مرة لمنظمة أكستريم رسلينق ألينس بعرض كروسرودز. نافس مصارع إن إكس تي الحالي توماسو شامبا في أخر مباراة له في المنظمات المستقلة قبل أن ينظم لدبليو دبليو إي. أنتصر على شامبا وساعد في الأحتفالات التي أقيمت بعد المباراة.
في سبتمبر 2016، رودز شارك لمنظمة بيق تايم رسلينق في مورغانتون، كارولاينا الشمالية ورالي، كارولاينا الشمالية وسبارتانبرغ، كارولاينا الجنوبية . شارك في مباراة مع فريق الأسطوري ذا روك أند رول أكسبرس في العرض الذي أقيم في سبارتانبرغ في مباراة فرق سداسية.
في 26 نوفمبر بمنظمة رسليكايد بعرض شوكايس أوف شامبيونز ، رودز ربح بأول بطولة له خارج دبليو دبليو إي، منتصرا على سونجاي دت ليربح بطولة غلوبال NEX*GEN. في 3 مارس 2017، رودز ظهر لنورث أيست رسلينق في كونيتيكت، منتصرا على المصارع الأسطوري كيرت أنغل في مباراة قفص حديدي. في 18 مارس 2017، كودي أنتصر على مايك بينيت ليربح بطولة NEW للوزن الثقيل.
في 10 يونيو 2016، كودي ظهر لأول مرة لأتحاد واتكلتشر برو رسلينق (WCPW) في عرض ريفيوس تو لوس تحت أسمه في دبليو دبليو إي كودي رودز، وأنتصر على دوغ ويليامز . في اليوم التالي بالحلقة رقم 14 لعرض لوديد، كودي تحدى جوزيف كونرز على بطولة WCPW ولكنه لم ينجح. أذا أنتصر كودي كان سينافس كيرت أنغل بعرض ترو ليغاسي على بطولة WCPW ، ولكن رودز نافس كيرت أنغل في ترو ليغاسي ولكنه خسر . بعد المباراة ، كودي ظهر في فيديو متحديا أل ليغيرو على بطولة WCPW للأنترنت وقبل ليغيرو التحدي.
في 30 نوفمبر بعرض ديليت WCPW ، رودز أنتصر على أل ليغير ليربح بطولة WCPW للأنترنت وأيضا يحافظ على بطولة غلوبال NEX*GEN في الوقت نفسه في مباراة بطولة مزدوجة.
في 29 أبريل 2017، بعرض نو ريقريتز ، رودز خسر بطولة WCPW للأنترنت لصالح قابريل كيد في مباراة ثلاثية كان جو هيندري طرف بها. لاحقا في تلك الليلة ، رودز شارك في مباراة باتل رويال على بطولة WCPW وكان المشارك رقم 26 في المباراة، قبل أن يتم أقصائه من قبل جو هيندري. في اليوم التالي ، رودز أنتصر على بطل بطولة WCPW السابق درو غالااوي في مباراة الأخيرة في WCPW وفي المنظمات المستقلة في عرض تأهيلات كاس العالم المكسيكية.

### توتال نون ستوب أكشن ريسلنغ(2016–2017)
رودز كان من المقرر ان يعمل لتوتال نون ستوب أكشن ريسلنغ وفي نفس الوقت يعمل لرينغ أوف هونر، في صفقات ليست حصرية. في 22 سبتمبر ، توتال نون ستوب أكشن ريسلنغ أكدت قدوم رودز ، قدم تحت أسم كودي ، الذي سيظهر في العرض الأكبر في 2 أكتوبر عرض باوند فور جلوري. بعرض باوند فور جلوري، كودي مع زوجته براندي رودز، ظهرا لأول مرة في توتال نون ستوب أكشن ريسلنغ بالشخصية المحبوبة مهاجما مايك بينيت وزوجته ماريا كانليس لتبدا عداوة بين الزوجين. في 6 أكتوبر بعرض إمباكت ريسلنغ، كودي تحدث وقال أنه يستحق فرصة على بطولة العالم للوزن الثقيل ، ولكن بينيت وماريا كانليس قاطعوه وانتهى المشهد بقتال. في 13 أكتوبرر بعرض إمباكت ريسلنغ، كودي لعب أول مباراة له وأنتصر على بينيت. في 20 أكتوبر بعرض إمباكت ريسلنغ، كودي تحدى أيدي أدواردز على بطولة العالم للوزن الثقيل ، ولكنه خسر المباراة. في 27 أكتوبر بعرض إمباكت ريسلنغ، كودي وبراندي رودز أنتصروا على مايك بينيت وماريا كانليس . ولكن بعد المباراة ، كودي تمت مهاجمته خلف الكواليس من قبل لاشلي .
كودي عاد في 23 فبراير 2017 بعرض إمباكت ريسلنغ، مطالبا بظهور موس ليشكره لمساعدته لزوجته براندي رودز حين كان غائبا. ولكن ، بعد أن علم أن براندي كان لديها رقم موس ، كودي هاجم موس وبذلك تحول للشخصية المكروهة. في 2 مارس بعرض إمباكت ريسلنغ، كودي تعارك مع موس بعد فقرته وهاجم جوش ماثيوز . في 9 مارس بعرض إمباكت ريسلنغ، كودي تحدى موس لقتال مرة أخرى ولكن موس لم يكن موجود. وفي 16 مارس بعرض إمباكت ريسلنغ، كودي منع زوجته براندي رودز من المشاركة بمباراتها ونادى موس مرة أخرى متحديه على بطولة أمباكت قراند. في 23 مارس كودي هاجم موس بكرسي حديدي قبل مباراته أمام ألي دريك. في 30 مارس بعرض إمباكت ريسلنغ، كودي خسر أمام موس في مباراة كانت على بطولة أمباكت قراند. المباراة كانت أخر ظهور لرودز مع الأتحاد.

### رينغ أوف هونر(2016-إلى الآن)
في 19 يوليو 2016، رودز أعلن على أنه سوف يظهر في عرض رينغ أوف هونر الأكبر عرض فاينل باتل في 2 ديسمبر . رينغ أوف هونر أعلنت على الأمر بشكل رسمي في اليوم التالي. في الحدث ، رودز الذي دخل فقط بأسم كودي وبالشخصية المحبوبة ، أنتصر على جاي ليثل بعدها بحركة تحت الحزام وأستمر بالهجوم على جاي ليثل، الحكم تود سينكلير وأستهزى بالمشجعين والمعلق ستيف كورينو ، وبذلك تحول للشخصية المكروهة. في 18 يناير بعرض رينغ أوف هونر رسلينق كودي أنتصر على كورينو. بعرض سوبركارد أوف أونور XI ، كودي أنتصر على جاي ليثل في مباراة تكساس بولروب ماتش. لاحقا في تلك الليلة ، كودي هاجم بطل ROH للعالم كريستوفر دانيلز . في أبريل ، تم الأعلان أنه بعد قضاء عام كعميل حر أنه قرر أن يعتمد رينغ أوف هونر كأتحاده الأساسي . في 12 مايو بعرض حرب العوالم ، كودي لم ينجح بالفوز على كريستوفر دانيلز على بطولة العالم في مباراة ثلاثية شارك بها أيضا جاي ليثل . في 23 يونيو بعرض بيست أن ذا ورلد، كودي أنتصر على كريستوفر دانيلز وأصبح بذلك بطل ROH للعالم الجديد. كودي قدم كأول فرد من عائلة رودز يفوز ببطولة عالم منذ 31 سنة. كودي ودستي يعتقد أنهم ثاني أب وأبن يفوزون ببطولة عالم في الولايات المتحدة بعد فريتز وكيري فون أيريك .
في 23 سبتمبر ، تم التأكيد أن كودي قام بتوقيع عقد يمتد لعدة سنوات مع رينغ أوف هونر. في الشهر التالي، كودي تم مشاركة بطولة ROH للفرق الثلاثية معه تحت قانون البولت كلوب، مما يجعله بطل مزدوج.

### نيو جابان برو رسلينق(2016-إلى الآن)
في 10 ديسمبر 2016، رونلز قدم كـ «ذا أميركان نايتماير» (الكابوس الأمريكي) كودي وظهر في نهائي دوري فرق العالم الزوجية التي تقام في نيو جابان برو رسلينق في فيديو ترويجي وأعلن عن أنضمامه لعصابة البولت كلوب . في 4 يناير 2017، كودي أنتصر على جوس روبنسون في مباراته الأولى بعرض رسلكينقوم 11 في توكيو دوم. كودي عاد إلى نيو جابان في فبراير خلال العروض المشتركة بين نيو جابان ورينغ أوف هونر عروض أونور ريزينق : جابان 2017 . كودي مباراته التالية كانت في 3 مايو بعرض رسلينق دونتاكو 2017 حين أنتصر على ديفيد فينلي. بعد هزيمته لمايكل إلجين في عرض دومنيون 6.11 في أوساكا-جو هال في 11 يونيو ، كودي تحدى كازوشيكا أوكادا على بطولة IWGP للوزن الثقيل. المباراة أقيمت في 1 يوليو خلال عرض جي1 سبشل في الولايات المتحدة التي أقيمت في لونغ بيتش، كاليفورنيا والتي أنتصر بها أوكادا . في 13 أغسطس كودي وزميله في عصابة البولت كلوب هانقمان بيج تحدوا فريق الوار ماشينز (هانسون وريموند روي) على بطولة IWGP للفرق الزوجية ولكنهم فشلوا في الفوز.

## وسائل إعلام الأخرى
في يوليو 2009، رونلز كان واحد من أوجه أعلان كن نجم لشركة جيليت، مع كل من كريس جيريكو وجون سينا . أعلان كن نجم كان أعلان لمدة 4 شهور تضمن فيديوهات للمصارعين يروجون لمنتج جيليت فيوجن. في أغسطس 2009، رونلز ظهر في برنامج عرض الليلة مع كونان أوبراين . رونلز كان نجم ضيف في مسلسل السهم (مسلسل) في موسمه الخامس وظهر في حلقة «مسألة الثقة» بشخصية ديريك سامسون ، وهو تاجر مخدرات أصبح رجل خارق مع قدرة عدم الشعور بالالم (مخدر سامسون تمت تسميته ستاردست إجلال لشخصية رونلز في دبليو دبليو إي) رونلز لعب الدور مرة أخرى في الحلقة 21 في الموسم الخامس من السهم (مسلسل) .
رونلز ظهر في تسعة ألعاب فيديو : ظهر لأول مرة في دبليو دبليو إي سماكداون ضد رو 2009 وظهر في سماك داون ضد راو 2010 ودبليو دبليو إي سماكداون ضد رو 2011 ودبليو دبليو إي '12 ودبليو دبليو إي 13 ودبليو دبليو إي تو كي 14 ودبليو دبليو إي تو كي 15 بشخصية كودي رودز وظهر في دبليو دبليو إي تو كي 16 ودبليو دبليو إي تو كي 17 بشخصية ستاردست.

## حياته الشخصية

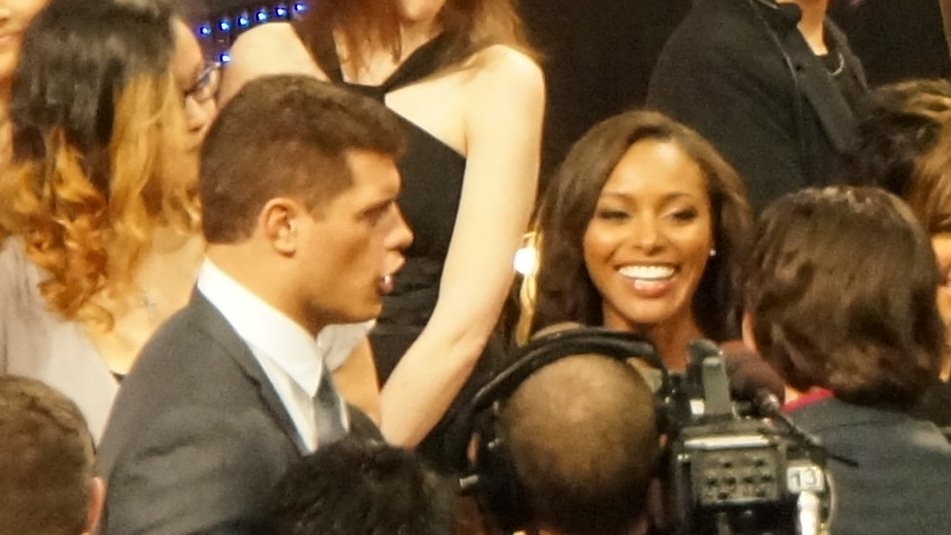
رودز وزوجته براندي في أبريل 2014.

رونلز لديه أصول كوبية من خلال جده من أمه. والده هو المصارع الأسطوري وعضو قاعة مشاهير دبليو دبليو أي داستي رودز وأخيه غير الشقيق هو دستن رودز المعروف بأسمه في الحلبة غولدست. في 31 مارس 2007، كودي ودستن قاموا بتكريم والدهم في قاعة مشاهير دبليو دبليو أي . هو أيضا لديه أختان ، تيل قيرجيل وكريستن ديتتو، التي هي مشجعة سابقة لفريق دالاس كاوبويز. هو أبن أخت المصارعين جيري ساقز وفريد أوتمان ، أيضا هو الأبن الروحي للمصارع ماغنوم تي.أيه .
في سبتمبر 2013، رونلز تزوج من براندي ريد ، التي عملت سابقا لدبليو دبليو إي كمذيعة حلبة تحت أسم أيدن ستيلز.
رونلز معجب بسلسلة ألعاب ذا ليجند أوف زيلدا، ويدمجهم في لباسه على الحلبة وذكر أنه يعيد لعب لعبة ذا ليجند أوف زيلدا: آه لينك تو ذا باست بشكل سنوي. رونلز هو أيضا معجب بالكتب الرسوم المتحركة وسبق أن لبس ملابس مستوحاة من اركانجيل وميستر سينستر، شخصيات من إكس مان، بالحلبة. وقد ذكر أن أوميقا ريد وسايكلوبس (مارفل) هم الشخصيات الخيالية المفضلة له بالأضافة إلى إنهيومانز وهو شخصيا يمتلك خزانة ألعاب للعبة إكس مان (لعبة فيديو 1992) على الأركايد. رودس وكذلك عائلته هم من مشجعي دالاس كاوبويز.

## فيلموغرافيا

### الافلام
| السنة | العنوان                                       | الدور   | ملاحظات |
| ----- | --------------------------------------------- | ------- | ------- |
| 2016  | Scooby-Doo! and WWE: Curse of the Speed Demon | ستاردست |         |
| 2017  | The Jetsons & WWE: Robo-WrestleMania!         | ستاردست |         |

### التلفزيون
| السنة         | العنوان                     | الدور        | ملاحظات                                  |
| ------------- | --------------------------- | ------------ | ---------------------------------------- |
| 2009          | عرض الليلة مع كونان أوبراين | نفسه         | حلقة: "مايك تايسون وكيث بيري"            |
| 2010          | Warehouse 13                | كرت سمولر    | الموسم 2، الحلقة 8: "دمج بحذر"           |
| 2011          | Food Network Challenge      | نفسه         | الموسم 12، الحلقة 11: "كعك المصارعة WWE" |
| 2014          | Surprise Surprise           | نفسه         | حلقة عيد الأم                            |
| 2016-إلى الان | السهم (مسلسل)               | ديريك سامسون | حلقتان : "مسألة الثقة" و "شرف آبائك"     |

### الويب
| السنة     | العنوان                     | الدور          | ملاحظات    |
| --------- | --------------------------- | -------------- | ---------- |
| 2013–2015 | The JBL and Cole/Renee Show | نفسه ، ستاردست | بشكل منتظم |
| 2015–2016 | Swerved                     | نفسه ، ستاردست | حلقتان     |

## في المصارعة
- الضربة القاضية
  - كـ كودي رودز

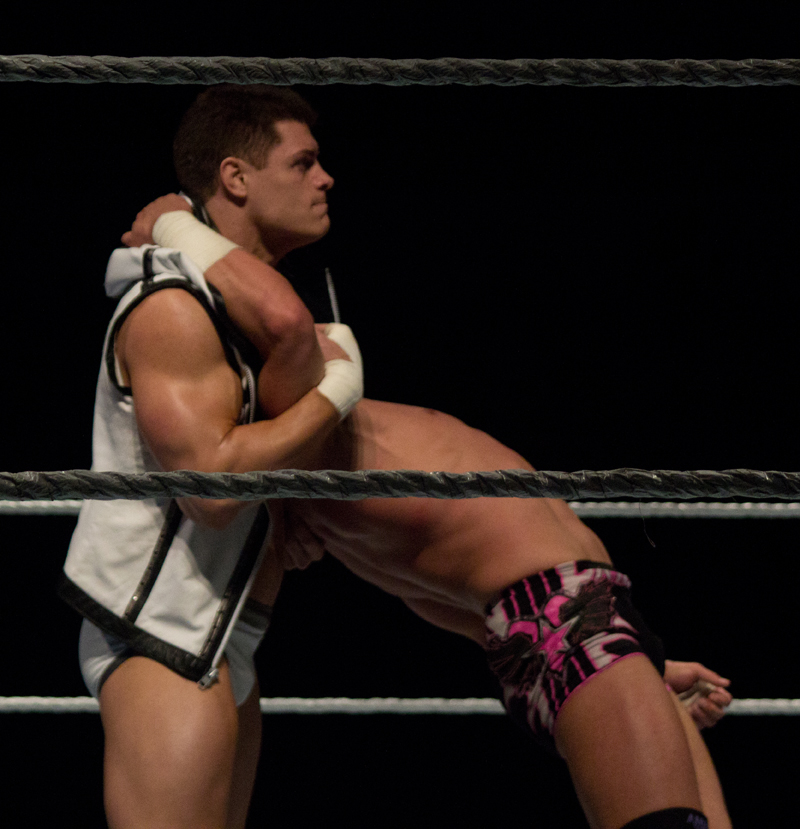
رودز يستعد لتنفيذ حركته كروس رودز على تايسون كيد.

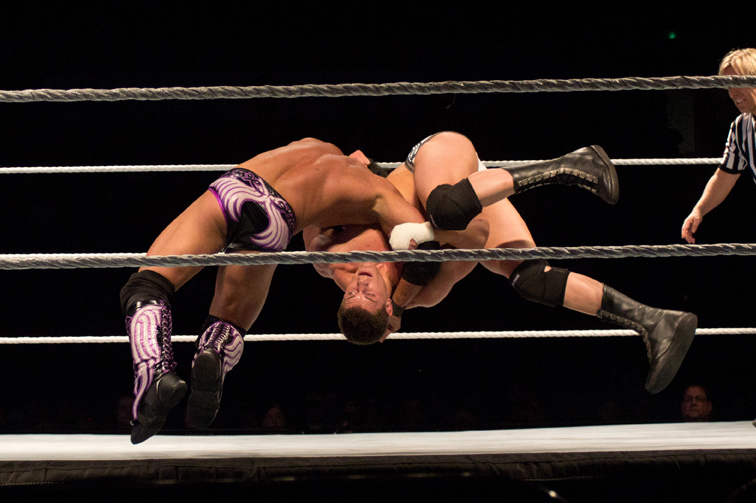
رودز ينفذ حركته كروس رودز على جستين غابرييل.

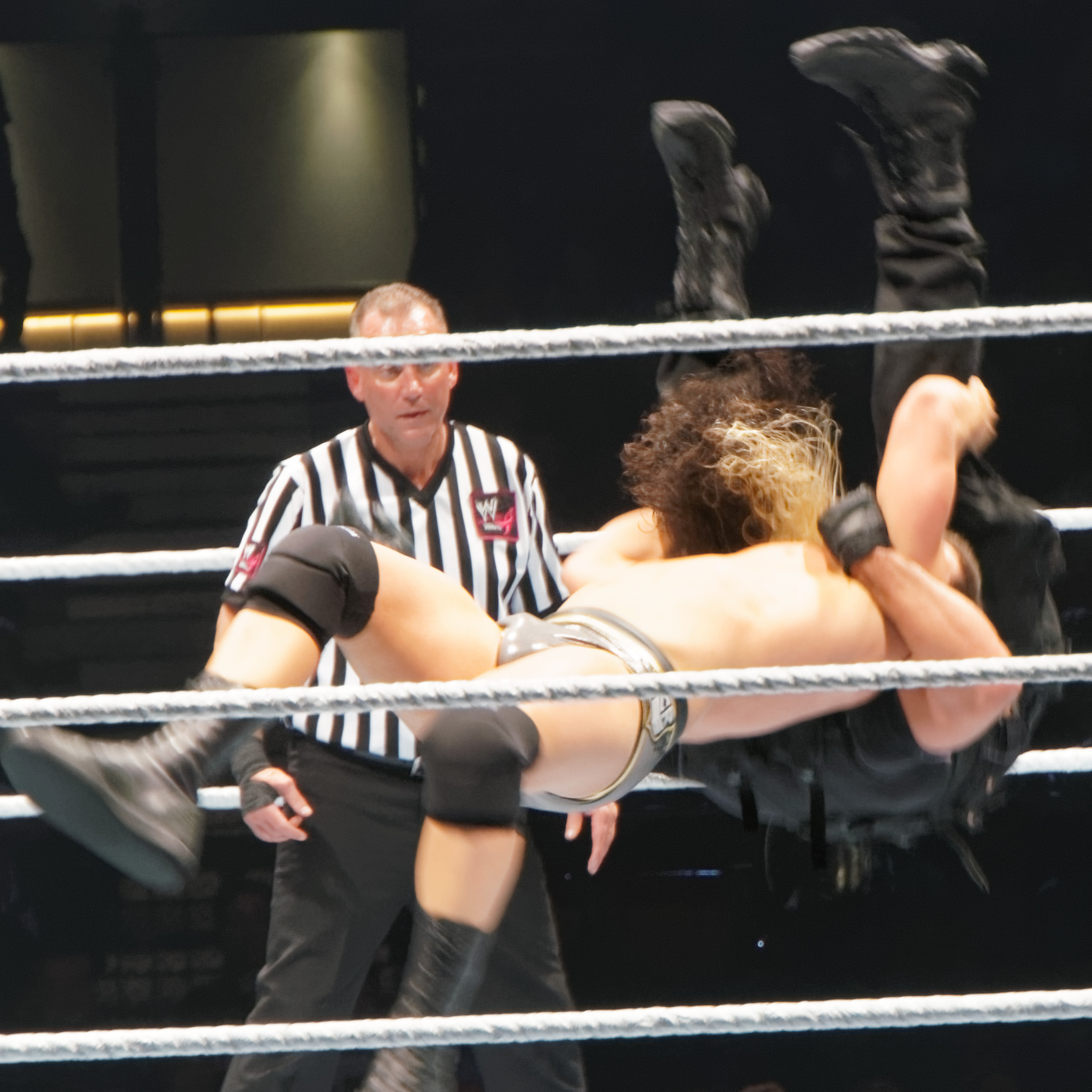
رودز ينفذ حركة مسلس بستر على سيث رولينز.

    - كروس رودز (رولينق كتر) 2009-إلى الآن
    - بيوتفال ديساستر (سبرينق بورد كيك)
    - أميركان نايتماير (أستسلام) 2016-إلى الآن
    - سيلفر سبون (دي دي تي) 2007-2009

  - كـ ستاردست
    - دارك ماتر (أس تي يو)
    - دايموند دست
    - ذا كوين كروسبو
- حركات معروف بها
  - كـ كودي رودز
    - مسلس بستر
    - رشن ليقسويب
    - ني دروب
    - ألاباما سلام متبناة من هاردكور هولي
    - كروسبودي
    - مونسولت
    - ريفيرس سوبلكس سلام
    - بولدوغ متبناة من أخيه غولدست
    - دروب كيك

  - كـ ستاردست
    - فالينق ستار
    - سبرينقبورد ألبو
    - سترايت جاكيت دي دي تي
    - ستار أيفكت (سايد سلام)
- المدراء
  - براندي رودز
  - شيري
- قام بإدارة
  - ذا أسنشين
  - هاسكي هاريس
- ألقابه
  - كـ كودي رودز
    - «ذا أميركان نايتماير» (الكابوس الأمريكي)
    - «داشنق» (الأنيق)
    - «ذا أيسنس أوف ماستاشيود ماقنفسينت» (جوهر روعة الشوارب)
    - «ذا قراندسون أوف ا بلمبر» (حفيد سباك)
    - «ذا ستار ذات ليفت ذم أن ذا دست» (النجم الذي تركهم في الغبار)
    - «أن-داشنق» (الغير أنيق)

  - كـ ستاردست
    - «ذا أنتر-ديمنشونال أودتتي» (الغريب بين الأبعاد)
    - «ذا برينس أوف دارك ماتر» (أمير الظلام)
- أغاني الدخول
  - «أوت تو كيل» من قبل بيلي لنكن (23 يوليو 2007 - 23 يونيو 2008، 28 مارس 2010 - 2 يوليو 2010)
  - «بريسليس» من قبل جيم جونستون (30 يونيو 2008 - 19 يناير 2009 عندما يكون مع تيد ديبياسي الابن)
  - «بريسليس (ريميكس)» من قبل جيم جونستون (26 يناير 2009 - 8 يونيو 2009 عندما يكون مع تيد ديبياسي الابن)
  - «أتز أنيوداي» من قبل أديليتاس واي (15 يونيو 2009 - 22 مارس 2010 عندما يكون مع تيد ديبياسي الابن وأيضا بشكل فردي)
  - «سموك & ميرورز» من قبل تي في/تي في (9 يوليو 2010 - 11 مارس 2011)
  - «سموك أند ميرورز (أقلي)» من قبل جيم جونستون (18 مارس 2011 - 11 نوفمبر 2011)
  - «سموك أند ميرورز» من قبل جيم جونستون (14 نوفمبر 2011 - 1 يونيو 2014)
  - «قولد أند سموك» من قبل جيم جونستون (21 أكتوبر 2013 - 1 يونيو 2014 عندما يكون مع غولدست)
  - «ريتن أن ذا ستارز» من قبل جيم جونستون (16 يونيو 2014 - 22 مايو 2016)
  - «كينقدوم» من قبل داونستايت (19 أغسطس 2016 - إلى الآن)

## البطولات والانجازات

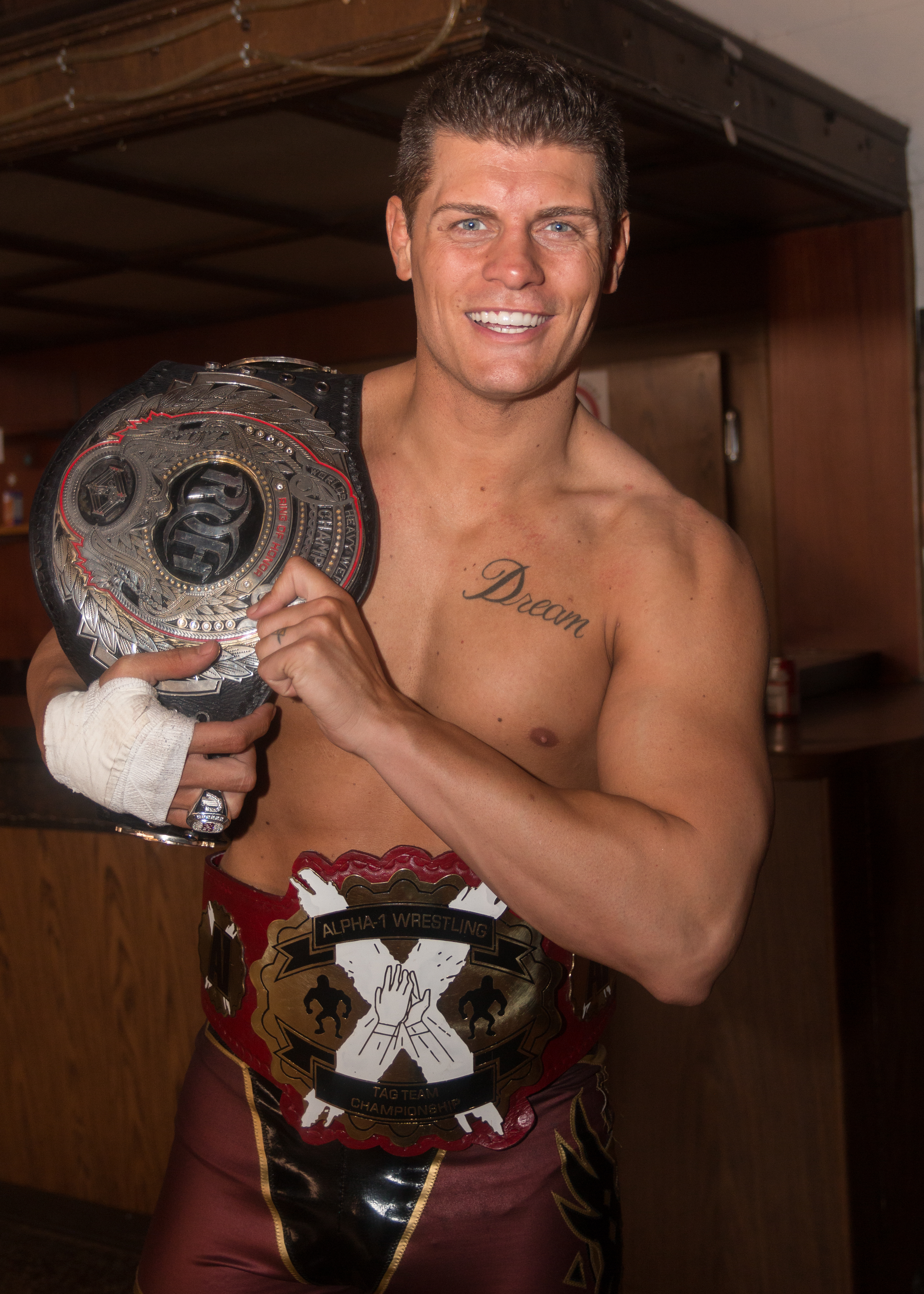
رودز حامل بطولة العالم لرينغ أوف هونر على كتفه وبطولة A1 للفرق الزوجية على خصره.

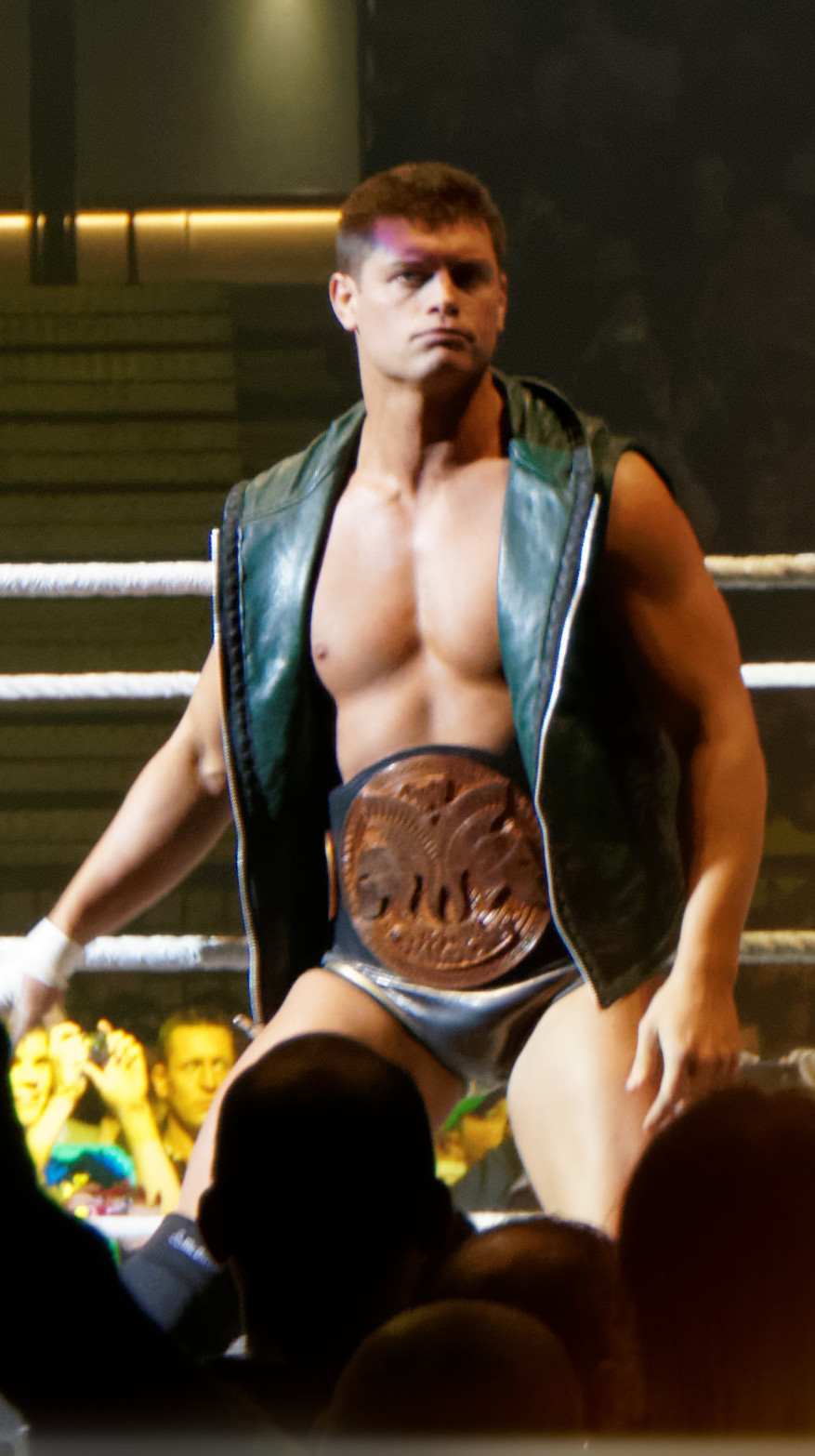
رودز مع بطولة WWE للفرق الزوجية التي حملها ثلاث مرات.

### مصارعة الهواة
- دورة ولاية جورجيا
  - بطل في فئة وزن ال186 باوند (86 كغ) (2004,2003)

### مصارعة المحترفين
- ألفا-1 رسلينق
  - بطولة الفرق الزوجية (مرة واحدة - حاليا) مع أيثان بايج
- بولت بروف رسلينق
  - بطولة BPW (مرة واحدة)
- غلوبال فورس رسلينق
  - بطولة NEX*GEN (مرة واحدة)
- نورث أيست رسلينق
  - بطولة NEW للوزن الثقيل (مرة واحدة - حاليا)
- أوهايو فالي ريسلنغ
  - بطولة OVW للوزن الثقيل (مرة واحدة)
  - بطولة OVW للتلفاز (مرة واحدة)
  - بطولة OVW للفرق الزوجية (مرتان) مع شون سبيرز
  - بطل التاج الثلاثي الرابع للأتحاد
- مجلة برو رسلينق أليستريتد
  - أكثر مصارع تطوراً لهذا العام (2008)
  - تم تصنيفه في المرتبة 23# في قائمة أفضل 500 مصارع لهذا العام (2012)
- رينغ أوف هونر
  - بطولة ROH للعالم (مرة واحدة - حاليا)
  - بطولة ROH للفرق الثلاثية (مرة واحدة - حاليا) مع أدم بايج، كيني أوميغا، مارتي سكرل، مات جاكسن و نيك جاكسن
- مجلة رولنق ستون
  - أفضل مؤثرات خاصة (2015)
- وات كلتشر برو رسلينق
  - بطولة WCPW للأنترنت (مرة واحدة)
- دبليو دبليو إي
  - بطولة القارات (مرتان)
  - بطولة الأتحاد للفرق الزوجية (ثلاث مرات) مع غولدست (2) ومع درو ماكنتاير (1)
  - بطولة العالم للفرق الزوجية (ثلاث مرات) مع هاردكور هولي (1) ومع تيد ديبياسي الابن (2)
  - دورة تحديد المنافس الأول على بطولة الأتحاد للفرق الزوجية (2012) مع داميان سانداو
  - جائزة سلامي (مرتان)
    - الإنجاز المتميز لتطبيق زيت الطفل (2010)
    - فريق الزوجي للعالم (2013) - مع غولدست
- نشرة ريسلنق أوبزيرفر
  - أسوء شخصية - ستاردست (2015)

## وصلات خارجية
- كودي رودز على موقع دبليو دبليو إي (الإنجليزية)
- كودي رودز على موقع CageMatch worker (الإنجليزية)
- كودي رودز على موقع عالم المصارعة على الإنترنت (الإنجليزية)
- كودي رودز على موقع عالم المصارعة على الإنترنت (الإنجليزية)

- كودي رودز في دبليو دبليو إي دوت كوم
- كودي رودز على موقع IMDb (الإنجليزية)
- كودي رودز على موقع قاعدة بيانات الفيلم (الإنجليزية)